# Vrhovno sodišče Republike Slovenije
Vrhovno sodišče Republike Slovenije (kratica VSRS) je najvišje sodišče v Sloveniji. Njegov predsednik je od leta 2023 Miodrag Đorđević.

## Pristojnosti
VSRS je instančno sodišče v civilnih, kazenskih, gospodarskih, upravnih ter delovnih in socialnih zadevah. 
V večini zadev je sodišče tretje stopnje, kar pomeni, da obravnava predvsem izredna pravna sredstva. Razlogi za vložitev teh pravnih sredstev so - za razliko od rednih pravnih sredstev (pritožb) - omejeni na vprašanja materialnega prava in najresnejše kršitve postopka.
Poleg vsebinskega odločanja v sodnih postopkih Vrhovno sodišče odloča tudi v sporih o pristojnosti med nižjimi sodišči ter o prenosu pristojnosti na drugo sodišče v posameznih primerih. 
VSRS skrbi tudi za evidenco sodne prakse, v njegovem okviru pa delujejo tudi Center za informatiko (CIF), ki zagotavlja enotno informacijsko tehnološko podporo delu vseh sodišč v državi, Centralna pravosodna knjižnica, Služba za razvoj sodne uprave, Služba za upravljanje projektov, Služba za odnose z javnostmi ter Finančna služba.

## Zgodovina
Predhodnik slovenskega vrhovnega sodišča je oddelek B pri Stolu Sedmorice v Zagrebu.  14. novembra 2018 je Vrhovno sodišče praznovalo 100-letnico vrhovnega sodstva na Slovenskem.

## Seznam sodnikov Vrhovnega sodišča Republike Slovenije

### Predsednik
- Miodrag Đorđević

Podpredsednik
- Marjeta Švab Širok

### Kazenski oddelek
- Branko Masleša
- Barbara Zobec
- Vesna Žalik
- Kristina Ožbolt
- Mitja Kozamernik
- Marjeta Švab Širok
- Primož Gorkič

### Civilni oddelek
- Rudi Štravs
- Jan Zobec
- Nina Betetto
- Ana Božič Penko
- Karmen Iglič Stroligo
- Mateja Končina Peternel
- Tomaž Pavčnik
- Matej Čujovič
- Vladimir Horvat

### Delovno-socialni oddelek
- Marijan Debelak
- Marjanca Lubinič
- Samo Puppis
- Borut Vukovič
- Irena Žagar

### Gospodarski oddelek
- Vladimir Balažic
- Mile Dolenc
- Miodrag Đorđević
- Franc Seljak

### Upravni oddelek
- Peter Golob
- Brigita Domjan Pavlin
- Marko Prijatelj
- Borivoj Rozman
- Erik Kerševan
- Nataša Smrekar
- Tatjana Steinman